# 翁執中
翁执中（1949年1月28日—2008年7月14日），新加坡政治人物。
翁出生于马来西亚柔佛州麻坡，早年即前来新加坡求学，1973年毕业于新加坡国立大学，毕业后就职于新加坡指挥与参谋学院，不久调入新加坡国防部，在军队就职期间赴美国杜克大学留学，获军事历史硕士学位。1978年，翁调入新加坡国立大学历史系执教，期间赴英国伦敦政治经济学院留学，获得国际历史博士学位。
1988年起进入政坛，连续五次在裕廊集選區当选议员，1994年至2002年期间曾担任新加坡人民行动党副党督。

## 延伸閱讀
- 李顯龍,  (PDF), National Archives of Singapore, 2008年7月15日  [2016年5月5日], （原始内容存档 (PDF)于2014年4月29日）.